# Vinnytsja
Vinnytsja (ukrainsk: Вінниця, tr. Vínnytsja; russisk: Винница, tr. Vinnitsa; polsk: Winnica også kendt under andre navne) er en gammel by i det centrale Ukraine, der ligger ved bredden af den sydlige Bug. Den har et areal på 113 km2
og et befolkningstal på 369.739 (2022) indbyggere. Byen er det administrative center i Vinnytska oblast og den største by i det historiske område Podolien.
Byen er kendt siden middelalderen, og var sovjetisk luftbase under den Kolde Krig. Vinnytsja er nu et industrielt center (især domineret af Roshen-Konfektfirmaet), et voksende internationalt IT-outsource-center og den vigtigste base for det ukrainske luftvåben.

## Venskabsbyer
| - Peterborough, England - Bat Yam, Israel - Rîbniţa, Moldavien - Kielce, Polen | - Lipetsk, Rusland - Nevskij rajon i Sankt Petersborg, Rusland - Bursa, Tyrkiet. - Birmingham, Alabama, USA |